# Brădești, Alba

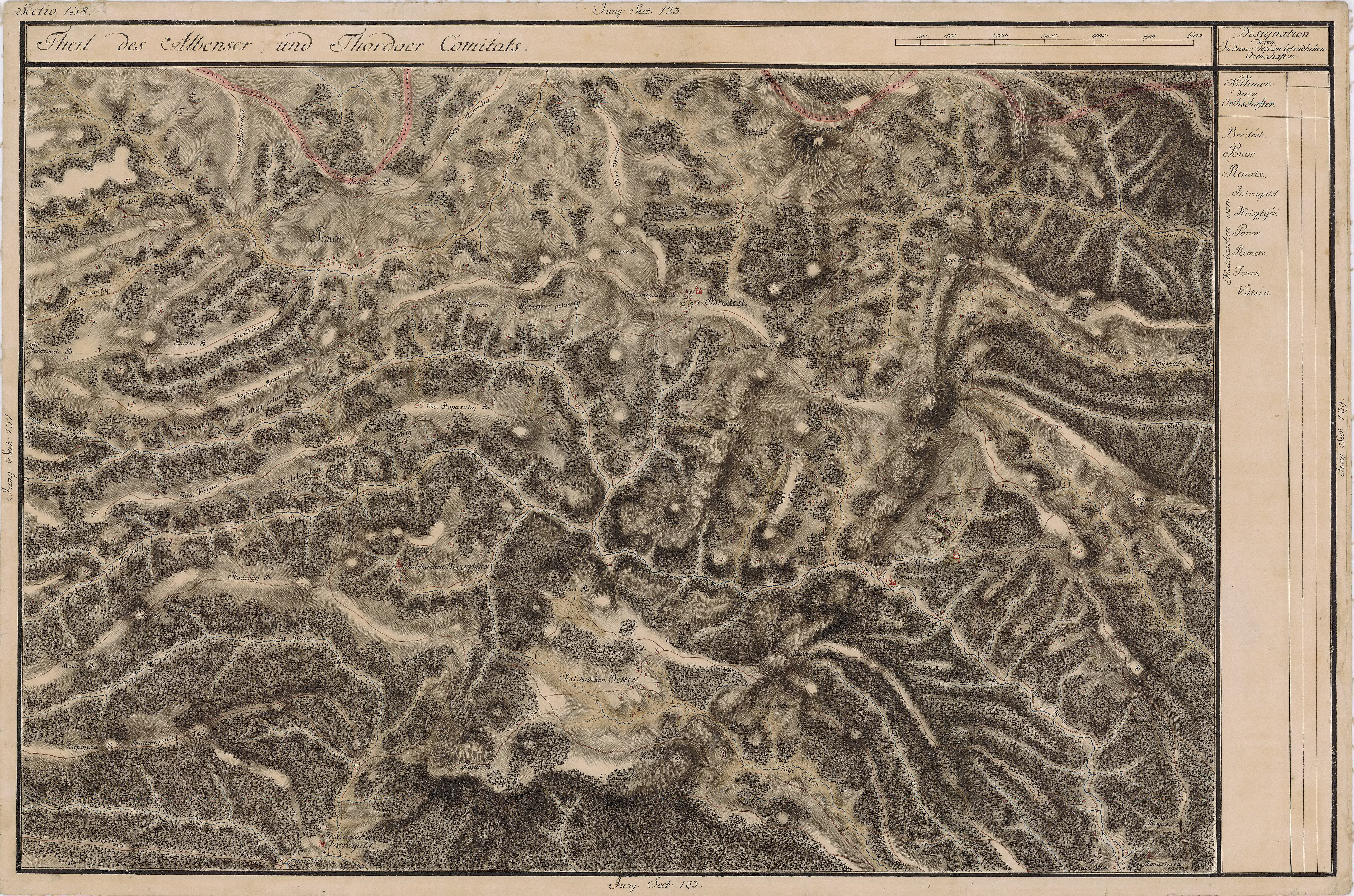
Brădeşti pe Harta Iosefină a Transilvaniei, 1769-1773 (Sectio 138)

Brădești este un sat în comuna Râmeț din județul Alba, Transilvania, România.
Pe Harta Iosefină a Transilvaniei din 1769-1773 (Sectio 138), localitatea apare sub numele de „Bredest”. 

## Imagini

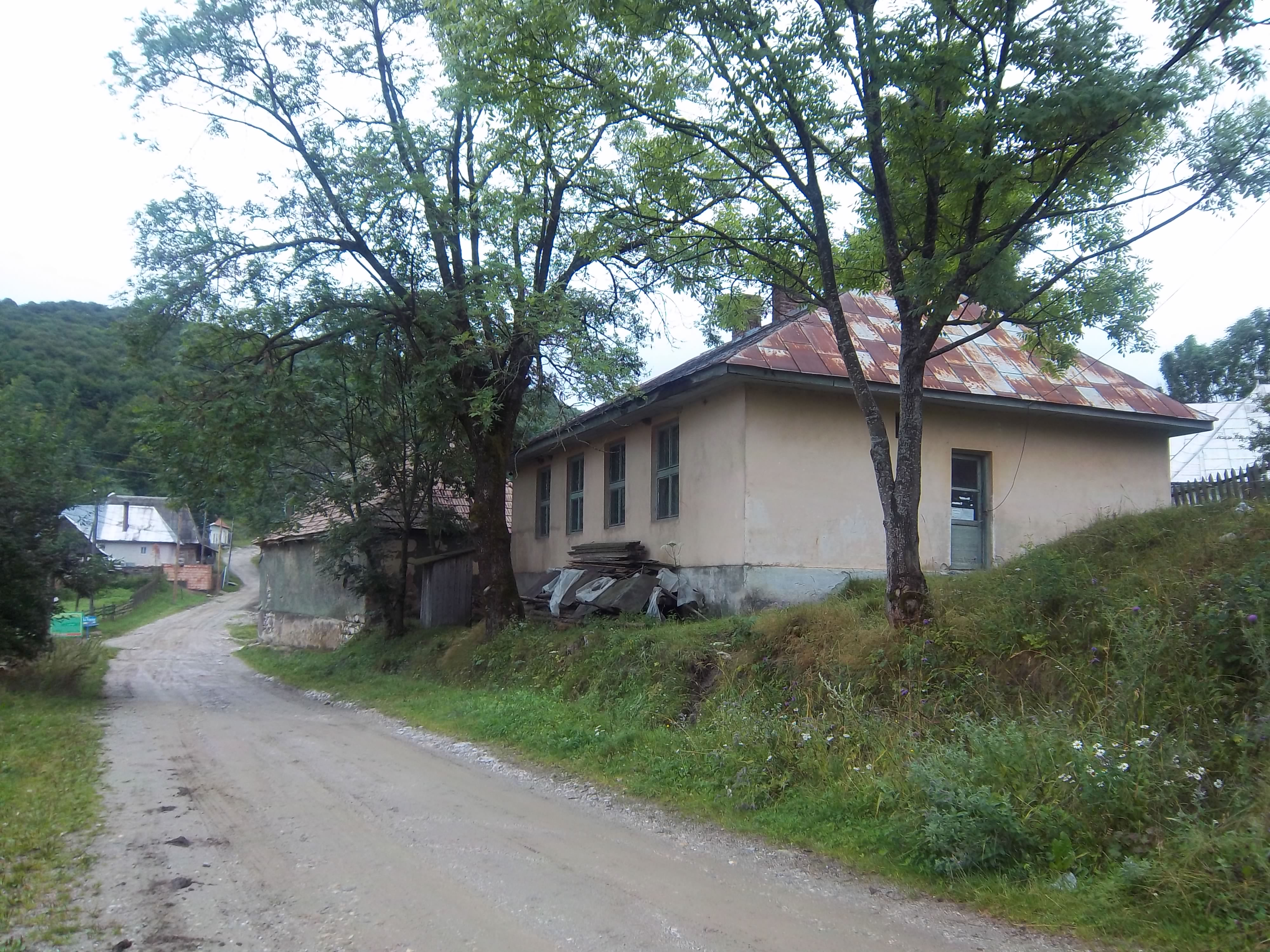
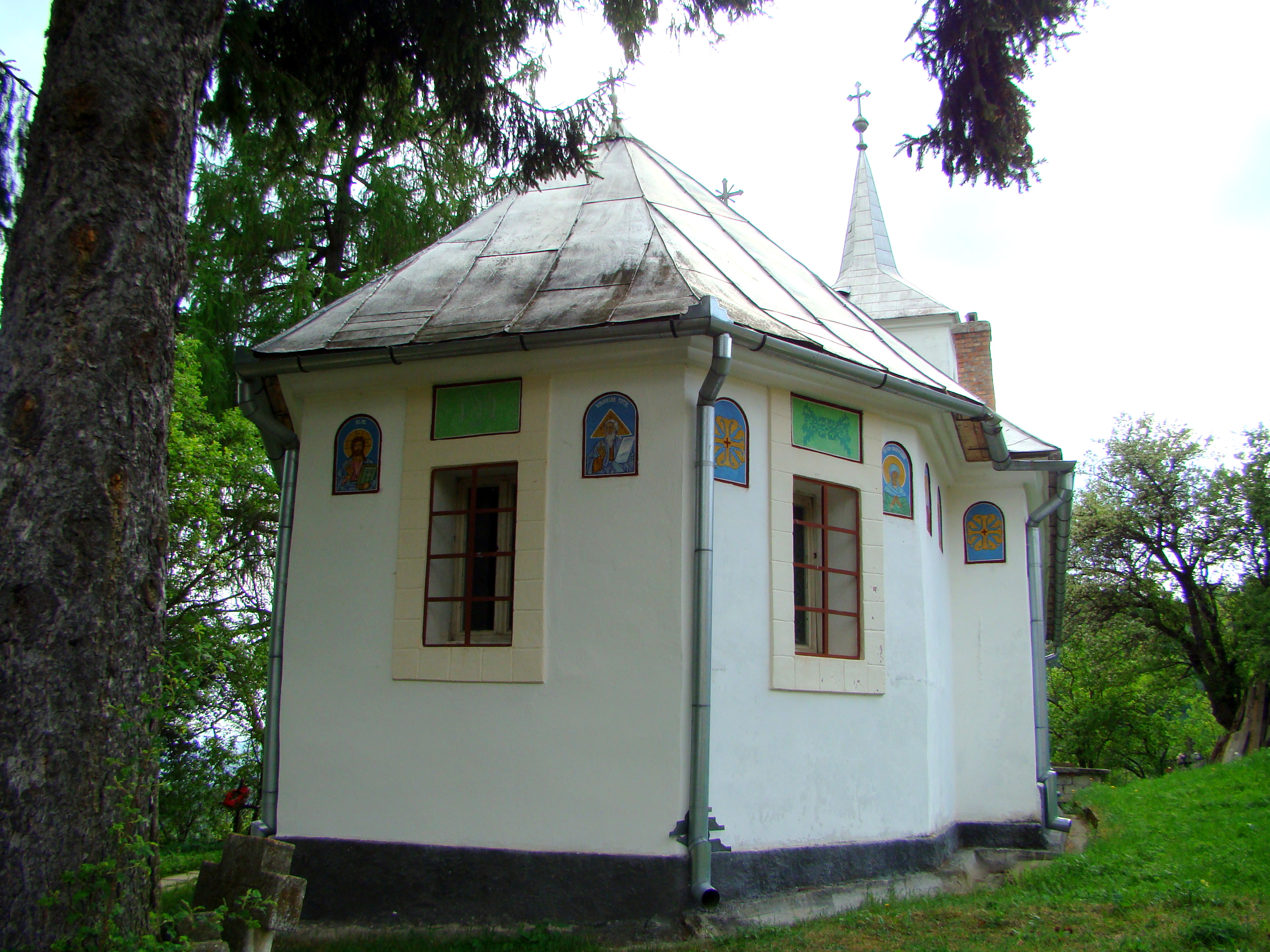
Biserica ortodoxă